# Taphrocerus puncticollis
Taphrocerus puncticollis är en skalbaggsart som beskrevs av Schwarz 1878. Taphrocerus puncticollis ingår i släktet Taphrocerus och familjen praktbaggar. Inga underarter finns listade i Catalogue of Life.